# Donhausen
Donhausen ist eine Wohnschaft in Bad Driburg, Kreis Höxter in Nordrhein-Westfalen.
Donhausen liegt einen Kilometer südöstlich der Bad Driburger Kernstadt im Driburger Wald.
Direkt durch die Wohnschaft führt die Bundesstraße 64. Sie hat in diesem Bereich den Straßennamen „Donhausen“. Des Weiteren gibt es dort das Gut Donhausen und die gräfliche Jagdscheune Donhausen liegt direkt in der Nähe.
Durch Donhausen verläuft ein breit angelegter Rad- und Wanderweg entlang der Hilgenbachauen. Zudem befindet sich der Bad Driburger Bau- und Betriebshof und die Gaststätte Josefsmühle dort.
Koordinaten: 51° 44′ N, 9° 2′ O